# Felipe Pérez Roque
Felipe Pérez Roque (L'Avana, 28 marzo 1965) è un politico cubano.
La carriera politica di Pérez Roque (soprannominato dai cubani el Perro) cominciò ai tempi dell'università, dove si laureò in ingegneria elettronica impegnandosi con le organizzazioni studentesche legate al movimento castrista. Entrato giovanissimo nello staff di Fidel Castro, lavorò nel Consiglio di Stato e venne inserito nel comitato centrale del Partito Comunista di Cuba.
Nel 1999 venne scelto come Ministro degli Esteri al posto di Roberto Robaina: al momento della sua nomina, egli era il ministro cubano più giovane nonché l'unico nato dopo il 1959, anno del trionfo della rivoluzione cubana.
In questa veste non ha risparmiato critiche all'amministrazione Bush, accusata di aver ulteriormente inasprito l'embargo contro Cuba. Inoltre Pérez Roque è il principale responsabile dell'avvicinamento tra Cuba e Cina ed egli stesso si è fatto promotore di un'alleanza militare fra le due nazioni, sottoscritta nel 2001.
Pérez Roque venne sostituito da ministro degli esteri il 2 marzo 2009 dal presidente Raúl Castro per aver tradito la rivoluzione, venendo sostituito da Bruno Rodriguez che in precedenza era suo vice.